# Sisyracera subulalis
Sisyracera subulalis là một loài bướm đêm trong họ Crambidae.